# Гогичаишвили, Филипп Гаврилович
Филипп Гаврилович Гогичаишвили (груз. ფილიპე გაბრიელის ძე გოგიჩაიშვილი; 20 января 1872 — 29 марта 1950) — грузинский и советский экономист, общественный деятель, публицист и педагог, профессор (1918), доктор экономических наук (1935), заслуженный деятель науки Грузинской ССР.

## Биография
В 1880—1887 учился в семинарии, в 1894 году окончил 2-ю Тбилисскую гимназию, 1899 — медицинский факультет Московского университета.
С 1900 года работал врачом в селе Диди Джихаиши, в Гори, в Кутаиси.
В 1901 году окончил экономическое отделение философского факультета Лейпцигского университета.
Занимался политикой, меньшевик-автономист (член партии «Месаме-даси»), член правления общества грамотности, в 1905 году сотрудничал в журнале «Путешественник»
В 1906 году избран депутатом Государственной Думы Кутаисской губернии.
В 1907 году переехал в Тбилиси, в 1910 году был арестован и один год провёл в тюрьме.
Был членом Национального собрания, парламента и совета меньшевиков. В 1917—1918 председатель правления Кахетинской железной дороги.
Один из основателей Тбилисского университета (1918).
26 мая 1918 года подписал Декларацию независимости Грузии.
В 1919—1920 государственный контролёр (министр) меньшевистского правительства Грузии. В 1920—1930 работал в Госплане Грузинской ССР.
Член редколлегии Трудов Института экономики АН Грузинской ССР (1946—1950).

## Научные интересы
Участвовал в переводе с первоисточников на грузинский язык сочинений К. Маркса и Ф. Энгельса («Капитал», тт. 1—3), А. Смита, Д. Рикардо, У. Петти и др. Литературное наследие Гогичаишвили составляет 20 томов.